# Бићемо прваци света
Бићемо прваци света је српски филм из 2015. године у режији Дарка Бајића, а по сценарију који су написали Гордан Михић и Небојша Ромчевић по идеји Звонимира Шимунеца.
Филм је премијерно приказан у Београду 26. фебруара 2015. године.
Поред филма постоји ТВ серија Прваци света од 12 епизода.

## Радња
Филм је прича о четири пионира који су основали Југословенску школу кошарке и који су заслужни за развој овог спорта у Европи - Небојша Поповић (Страхиња Блажић), Борислав Станковић (Александар Радојичић), Радомир Шапер (Милош Биковић) и Александар Николић (Марко Јанкетић). Централни догађај је финална утакмица на Светском првенству у кошарци 1970. које је одржано у Љубљани, између тимова Југославије и Сједињених Америчких Држава.
Из визуре главног лика Небојше пратимо развој и животни пут ентузијаста који су својим професионализмом, идејама и напорима остварили свој сан - прву златну медаљу на Светском првенству, уз огромну помоћ истомишљеника из свих крајева бивше земље.
Кроз сећања Небојше Петровића пратимо настанак Југословенске школе кошарке чији су чланови најзаслужнији за развој овог спорта у Европи, а кроз актуелна догађања њен први успех - победу над Американцима која је целу земљу бацила у екстазу.

## Улоге
| Глумац               | Улога                  |
| -------------------- | ---------------------- |
| Страхиња Блажић      | Небојша Поповић        |
| Милош Биковић        | Радомир Шапер          |
| Александар Радојичић | Борислав Станковић     |
| Марко Јанкетић       | Александар Николић     |
| Радован Вујовић      | Срђан Калембер         |
| Џон Сeвиџ            | Ренато Вилијам Џонс    |
| Небојша Дугалић      | Владимир Дедијер       |
| Сергеј Трифуновић    | Ранко Жеравица         |
| Стефан Капичић       | Драган Капичић         |
| Крешимир Петар Ћосић | Крешимир Ћосић         |
| Јуре Хенигман        | Иво Данеу              |
| Горан Богдан         | Никола Плећаш          |
| Јован Белобрковић    | Љубодраг Симоновић     |
| Пеђа Марјановић      | Драгутин Чермак        |
| Роберт Курбаша       | Петар Сканси           |
| Ива Бабић            | Маја Бедековић-Поповић |
| Нина Јанковић        | Љубица Оташевић        |
| Тамара Драгичевић    | Соња Младеновић        |
| Сашко Коцев          | Лазар Лечић            |
| Тони Михајловски     | Ванчо                  |
| Леон Лучев           | мајор УДБ-е Штукало    |
| Катарина Час         | Новинарка              |
| Владимир Вучковић    | војник КНОЈ-а          |
| Лазар Ристовски      | Јосип Броз Тито        |
| Олга Поповић         | аргентинска певачица   |
| Јаша Јамник          | Стане Доланц           |
| Бобан Марјановић     | Јанис Крумињш          |

## Локација снимања
Филм је осим у Србији сниман и у Словенији, Хрватској и Македонији.

## Награде и фестивали
Списак награда и учешћа на филмским фестивалима:
- Пулски филмски фестивал 2015. године - награда публике Златна врата Пуле
- Филмски фестивал у Херцег Новом Монтенегро Филм Фестивал 2015. године - Златна мимоза за камеру (Милан Тврдишић)
- Фестивал словенског филма у Порторожу 2015. године
- Међународни филмски фестивал Raindance  2015. године
- Фестивал средњоеуропског и источноеуропског филма LET'S CEE 2015. године
- Међународни фестивал спортског филма Красногорски 2015. године
- Тузла Филм Фестивал 2015. године